# Зайферт, Райнер
Райнер Зайферт (нем. Rainer Seifert, 10 декабря 1947, Висбаден, Американская зона оккупации Германии) — немецкий хоккеист (хоккей на траве), нападающий. Олимпийский чемпион 1972 года, чемпион Европы 1978 года.

## Биография
Райнер Зайферт родился 10 декабря 1947 года в немецком городе Висбаден.
Играл в хоккей на траве за «Рюссельсхаймер» из Рюссельсхайма. Пять раз выигрывал чемпионат ФРГ по хоккею на траве (1968, 1971, 1975, 1977—1978), три раза — по индорхоккею (1973, 1976, 1979).
Дебютировал в сборной ФРГ в 1969 году. 
В 1972 году вошёл в состав сборной ФРГ по хоккею на траве на Олимпийских играх в Мюнхене и завоевал золотую медаль. Играл на позиции нападающего, провёл 2 матча, забил 2 мяча в ворота сборной Аргентины.
11 сентября 1972 года удостоен высшей спортивной награды ФРГ — «Серебряного лаврового листа».
В 1976 году вошёл в состав сборной ФРГ по хоккею на траве на Олимпийских играх в Монреале, занявший 5-е место. Играл на позиции нападающего, провёл 6 матчей, забил 3 мяча (два в ворота сборной Испании, один — Пакистану).
На чемпионатах мира завоевал бронзу в 1973 году в Амстелвене и в 1975 году в Куала-Лумпуре. На чемпионатах Европы выиграл золото в 1978 году в Ганновере.
В индорхоккее стал чемпионом Европы в 1974 году в Западном Берлине, в 1976 году в Арнеме, в 1980 году в Цюрихе.
В ноябре 1980 года завершил карьеру в сборной ФРГ.
В 1969—1980 годах провёл за сборную ФРГ 122 матча, в том числе 89 на открытых полях, 33 в помещении.